# Мейли, Ришар
Риша́р Мейли́ (нем. Richard Meili; 28 февраля 1900, Шаффхаузен — 5 июля 1991, Гюмлиген, Швейцария) — швейцарский психолог, профессор Берлинского университета.
Известен своими исследованиями в области факторного анализа, проблем генетической психологии и психологии личности, а также в области психологической тестологии. Автор популярного учебника по психологической диагностике.

## Сочинения (в русском переводе)
- Различные аспекты Я // Психология личности : Тексты. М., 1982. С. 132—141.
- Черты личности // Там же. С. 142—149.
- Факторный анализ личности // Психология индивидуальных различий : Тексты. М., 1982. С. 84—100.